# Pectenoniscus angulatus
Pectenoniscus angulatus is een pissebed uit de familie Styloniscidae. De wetenschappelijke naam van de soort is voor het eerst geldig gepubliceerd in 1960 door Andersson.